# Saut à ski aux Jeux olympiques de 2010
Navigation
Turin 2006 Sotchi 2014
Le Saut à ski aux Jeux olympiques de 2010 se déroule du 12 au 22 février 2010 au Parc Olympique de la station de sports d'hiver de Whistler en Colombie-Britannique (Canada). L’épreuve masculine de saut à ski fait partie des épreuves olympiques depuis les premiers Jeux olympiques d’hiver qui ont eu lieu à Chamonix en France, en 1924. L’épreuve sur grand tremplin a été ajoutée aux Jeux olympiques de 1964 à Innsbruck.
La discipline dispose de trois épreuves : le tremplin normal individuel, le grand tremplin individuel et le saut par équipes.

## Format des épreuves

### Concours individuels
Pour les sauts individuels, la compétition débute la journée précédente par un saut de qualification. Les dix sauteurs classés en tête au circuit de la Coupe du monde sont déjà présélectionnés, ils sautent lors de cette séance s'ils le souhaitent, mais ne sont pas notés ni classés. Les quarante premiers de l'épreuve de qualification rejoignent les pré-sélectionnés pour l'épreuve olympique proprement dite.
Arès un saut dit d'« essai », la première manche du concours olympique voit s'affronter ces cinquante sauteurs ; seuls les trente premiers au premier saut peuvent participer au tour final. L’ordre de départ du deuxième saut est à l’inverse du classement provisoire du premier saut.

### Concours par équipes
L'épreuve par équipes se déroule également en deux manches. Au premier tour, un sauteur de chaque équipe de quatre saute, puis le deuxième sauteur, puis le troisième et finalement le quatrième. Seules les huit équipes qui se sont les mieux classées au premier tour participent à la deuxième manche. L’ordre de départ du deuxième tour est aussi l'inverse du classement provisoire à l'issue de la première manche. Pour le huitième et dernier saut du concours, l'ordre de départ des derniers équipiers est de nouveau défini par le classement à cet instant du concours, à l'inverse du classement provisoire.
L’équipe qui obtient la note totale la plus élevée pour les huit sauts remporte la compétition.

## Calendrier
| Calendrier des épreuves de saut à ski | Calendrier des épreuves de saut à ski | Calendrier des épreuves de saut à ski | Calendrier des épreuves de saut à ski | Calendrier des épreuves de saut à ski | Calendrier des épreuves de saut à ski | Calendrier des épreuves de saut à ski | Calendrier des épreuves de saut à ski | Calendrier des épreuves de saut à ski | Calendrier des épreuves de saut à ski | Calendrier des épreuves de saut à ski | Calendrier des épreuves de saut à ski | Calendrier des épreuves de saut à ski | Calendrier des épreuves de saut à ski | Calendrier des épreuves de saut à ski | Calendrier des épreuves de saut à ski | Calendrier des épreuves de saut à ski | Calendrier des épreuves de saut à ski | Calendrier des épreuves de saut à ski |
| Février 2010                          | Février 2010                          | 12                                    | 13                                    | 14                                    | 15                                    | 16                                    | 17                                    | 18                                    | 19                                    | 20                                    | 21                                    | 22                                    | 23                                    | 24                                    | 25                                    | 26                                    | 27                                    | 28                                    |
| ------------------------------------- | ------------------------------------- | ------------------------------------- | ------------------------------------- | ------------------------------------- | ------------------------------------- | ------------------------------------- | ------------------------------------- | ------------------------------------- | ------------------------------------- | ------------------------------------- | ------------------------------------- | ------------------------------------- | ------------------------------------- | ------------------------------------- | ------------------------------------- | ------------------------------------- | ------------------------------------- | ------------------------------------- |
| Hommes                                | Petit tremplin                        | Q                                     | F                                     |                                       |                                       |                                       |                                       |                                       |                                       |                                       |                                       |                                       |                                       |                                       |                                       |                                       |                                       |                                       |
| Hommes                                | Grand tremplin                        |                                       |                                       |                                       |                                       |                                       |                                       |                                       | Q                                     | F                                     |                                       |                                       |                                       |                                       |                                       |                                       |                                       |                                       |
| Hommes                                | Par équipes                           |                                       |                                       |                                       |                                       |                                       |                                       |                                       |                                       |                                       |                                       | F                                     |                                       |                                       |                                       |                                       |                                       |                                       |

|  | Jour de l'épreuve |

## Qualification
Le quota d'athlètes est de 70 athlètes, 5 maximum par Comité national olympique (CNO). Le système qualificatif s'effectue en fonction des résultats des sauteurs dans les compétitions gérées par la FIS à partir du 1er juillet 2008. Le pays-hôte est assurée d'être présent dans chacune des trois épreuves à condition que le sauteur ait obtenu des points de Coupe du monde, de Grand Prix ou de Coupe continentale pendant la période de qualification.

### Attribution des quotas
L’attribution des quotas par CNO est basée sur la liste de classement mondial, comprenant les points de la Coupe du monde FIS et du Grand Prix.
- L’attribution sera faite sur la base d’une place par concurrent, en suivant le classement du début à la fin.
- Lorsqu'un CNO a atteint le maximum de cinq athlètes, le CNO admissible suivant se voit attribuer une place, jusqu’à ce que le quota maximum de 70 athlètes soit atteint (y compris les athlètes du pays hôte).

## Nations participantes et favoris

### Épreuves individuelles
(novembre 2013).
Si vous disposez d'ouvrages ou d'articles de référence ou si vous connaissez des sites web de qualité traitant du thème abordé ici, merci de compléter l'article en donnant les références utiles à sa vérifiabilité et en les liant à la section « Notes et références ».
En prenant en compte les résultats de la Coupe du monde de saut à ski 2009-2010, le classement est dominé par le Suisse Simon Ammann et l'Autrichien Gregor Schlierenzauer. Schlierenzauer, médaillé d'argent au petit tremplin aux championnats du monde de ski nordique à Liberec en 2009, accumule déjà, à 20 ans, 30 victoires en Coupe du monde, dont 7 depuis le début de l'hiver. Ammann, son rival des deux dernières saisons de Coupe du monde, est double champion olympique aux jeux de Salt Lake City 2002 et médaillé de bronze du petit tremplin aux derniers championnats du monde. Le triple champion du monde au petit tremplin, le Polonais Adam Małysz peut aussi espérer être sur le podium. Les Autrichiens Thomas Morgenstern, Wolfgang Loitzl et Andreas Kofler peuvent également espérer le haut du podium, ayant tous remporté au moins une étape en Coupe du monde cette saison. Lors de l'étape de Vancouver à la Coupe du monde de saut à ski 2009, les deux concours au grand tremplin sont remportés par Gregor Schlierenzauer.

### Épreuves par équipes
(novembre 2013).
Si vous disposez d'ouvrages ou d'articles de référence ou si vous connaissez des sites web de qualité traitant du thème abordé ici, merci de compléter l'article en donnant les références utiles à sa vérifiabilité et en les liant à la section « Notes et références ».
La nation favorite pour l'épreuve par équipes est sans conteste l'Autriche. Les quatre membres de l'équipe étant dans le top 5 du classement de la Coupe du monde, il ne serait pas étonnant de les voir sur la plus haute marche du podium. L'Allemagne, la Norvège et la Finlande se disputeront également pour une médaille olympique.

## Tremplins

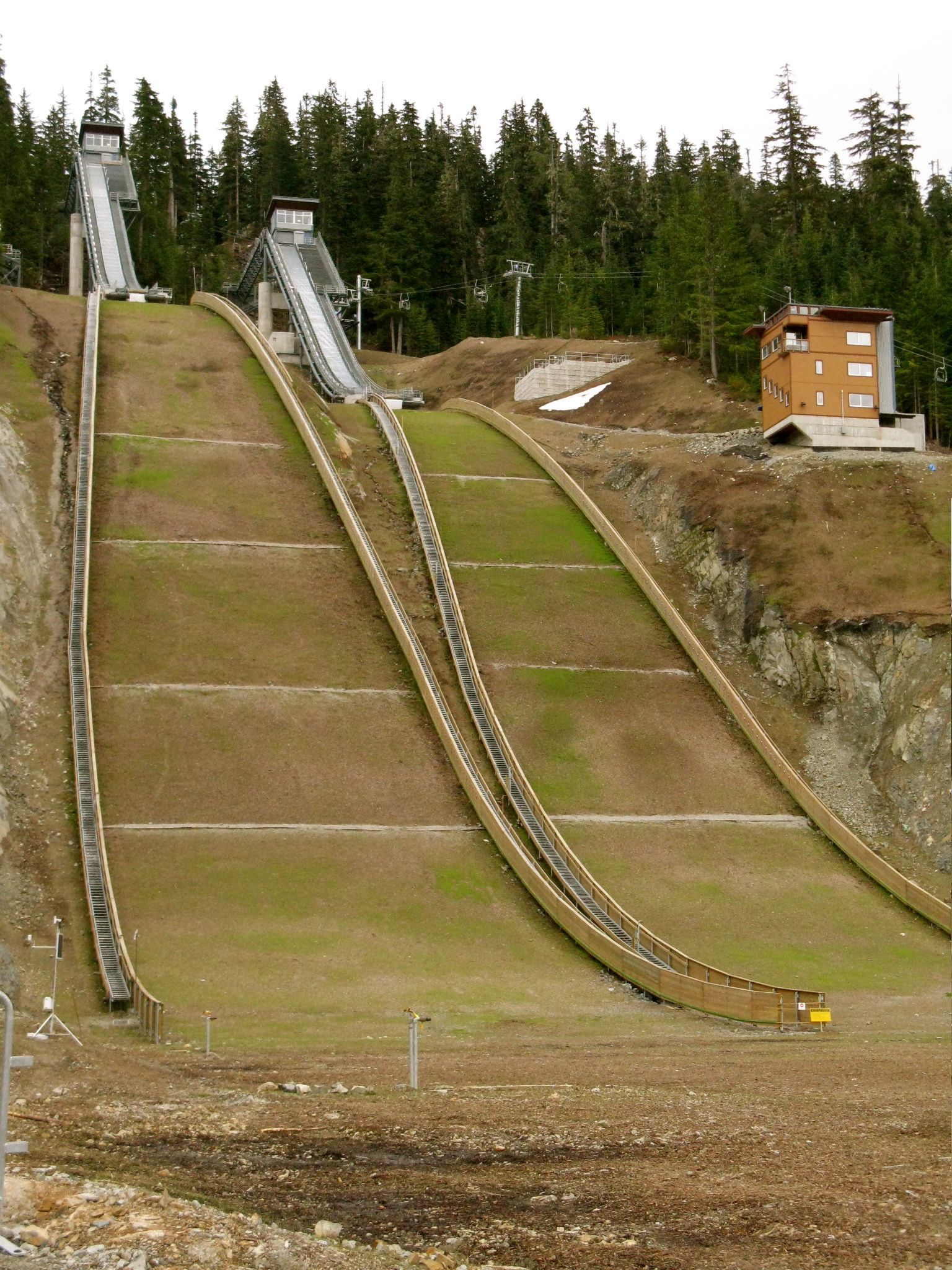
Tremplins du Parc Olympique

Les épreuves nordiques pour les Jeux olympiques d'hiver de 2010 se dérouleront au Parc Olympique de Whistler. Situé dans le bassin de Madeley Creek dans la vallée Callaghan, à l'ouest de Whistler, en Colombie-Britannique, Canada, les épreuves de biathlon, de ski de fond, de combiné nordique et de saut à ski s'y dérouleront. Après les Jeux olympiques, les installations demeureront publiques, s'intégrant aux sentiers de la nature et aux routes alpines existantes. Trois stades, avec des fonctions temporaires et permanentes, sont en cours de construction avec une capacité pour 10 000 spectateurs chacun (6 000 pour les Jeux paralympiques). Le Parc Olympique est situé à environ 8 km de la jonction de sa route d'accès par l'autoroute 99 et à 14 km du village olympique de Whistler.

## Podiums
| Épreuves                                       | Or                                                                                       | Argent                                                                         | Bronze                                                                      |
| ---------------------------------------------- | ---------------------------------------------------------------------------------------- | ------------------------------------------------------------------------------ | --------------------------------------------------------------------------- |
| Petit tremplin indiv. résultats détaillés      | Simon Ammann (SUI)                                                                       | Adam Małysz (POL)                                                              | Gregor Schlierenzauer (AUT)                                                 |
| Grand tremplin indiv. résultats détaillés      | Simon Ammann (SUI)                                                                       | Adam Małysz (POL)                                                              | Gregor Schlierenzauer (AUT)                                                 |
| Grand tremplin par équipes résultats détaillés | Autriche - Wolfgang Loitzl - Andreas Kofler - Thomas Morgenstern - Gregor Schlierenzauer | Allemagne - Michael Neumayer - Andreas Wank - Martin Schmitt - Michael Uhrmann | Norvège - Anders Bardal - Tom Hilde - Johan Remen Evensen - Anders Jacobsen |

## Résultats détaillés

### Petit tremplin individuel
| Place | Nation    | Athlète               | Points 1 | Points 2 | Total |
| ----- | --------- | --------------------- | -------- | -------- | ----- |
| 1er   | Suisse    | Simon Ammann          | 135.5    | 141.0    | 276.5 |
| 2e    | Pologne   | Adam Małysz           | 132.5    | 137.0    | 269.5 |
| 3e    | Autriche  | Gregor Schlierenzauer | 128.0    | 140.0    | 268.0 |
| 4e    | Finlande  | Janne Ahonen          | 129.5    | 133.5    | 263.0 |
| 5e    | Allemagne | Michael Uhrmann       | 133.0    | 129.5    | 262.5 |
| 6e    | Slovénie  | Robert Kranjec        | 129.0    | 130.5    | 259.5 |
| 7e    | Slovénie  | Peter Prevc           | 124.0    | 135.0    | 259.0 |
| 8e    | Autriche  | Thomas Morgenstern    | 130.0    | 128.5    | 258.5 |

### Grand tremplin individuel
| Place | Nation             | Athlète               | Points 1 | Points 2 | Total |
| ----- | ------------------ | --------------------- | -------- | -------- | ----- |
| 1er   | Suisse             | Simon Ammann          | 144.7    | 138.9    | 283.6 |
| 2e    | Pologne            | Adam Małysz           | 138.1    | 131.3    | 269.4 |
| 3e    | Autriche           | Gregor Schlierenzauer | 125.4    | 136.8    | 262.2 |
| 4e    | Autriche           | Andreas Kofler        | 127.2    | 134.0    | 261.2 |
| 5e    | Autriche           | Thomas Morgenstern    | 123.6    | 123.1    | 246.7 |
| 6e    | Allemagne          | Michael Neumayer      | 122.5    | 123.0    | 245.5 |
| 7e    | République tchèque | Antonin Hajek         | 119.4    | 121.2    | 240.6 |
| 8e    | Japon              | Noriaki Kasai         | 105.7    | 133.5    | 239.2 |

- Source[2]

### Grand tremplin par équipes
| Place | Nation             | Athlète                                                                 | Points 1 | Points 2 | Total  |
| ----- | ------------------ | ----------------------------------------------------------------------- | -------- | -------- | ------ |
| 1er   | Autriche           | Wolfgang Loitzl Andreas Kofler Thomas Morgenstern Gregor Schlierenzauer | 547.3    | 560.6    | 1107.9 |
| 2e    | Allemagne          | Michael Neumayer Andreas Wank Martin Schmitt Michael Uhrmann            | 509.3    | 526.5    | 1035.8 |
| 3e    | Norvège            | Anders Bardal Tom Hilde Johan Remen Evensen Anders Jacobsen             | 504.0    | 526.3    | 1030.3 |
| 4e    | Finlande           | Matti Hautamaeki Janne Happonen Kalle Keituri Harri Olli                | 490.2    | 524.4    | 1014.6 |
| 5e    | Japon              | Daiki Ito Taku Takeuchi Shohei Tochimoto Noriaki Kasai                  | 484.7    | 523.0    | 1007.7 |
| 6e    | Pologne            | Stefan Hula Lukasz Rutkowski Kamil Stoch Adam Malysz                    | 484.0    | 512.7    | 996.7  |
| 7e    | République tchèque | Antonin Hajek Roman Koudelka Lukas Hlava Jakub Janda                    | 477.4    | 504.4    | 981.8  |
| 8e    | Slovénie           | Primož Pikl Mitja Mežnar Peter Prevc Robert Kranjec                     | 472.2    | 486.6    | 958.8  |

- Source[3]

## Tableau des médailles
| Rang  | Nation    | Or | Argent | Bronze | Total |
| ----- | --------- | -- | ------ | ------ | ----- |
| 1     | Suisse    | 2  | 0      | 0      | 2     |
| 2     | Autriche  | 1  | 0      | 2      | 3     |
| 3     | Pologne   | 0  | 2      | 0      | 2     |
| 4     | Allemagne | 0  | 1      | 0      | 1     |
| 5     | Norvège   | 0  | 0      | 1      | 1     |
| Total | Total     | 3  | 3      | 3      | 9     |